# Eva Barrett
Eva Barrett, nata Eva Elbourn Barrett (Bishop's Stortford, 1879 – 1949 o 1950), è stata una fotografa britannica.

## Biografia
Le informazioni di cui disponiamo su questa fotografa, che ha lasciato un discreto numero di immagini di personaggi storici importanti e di una certa notorietà, sono assai scarse. Nasce come pittrice in Inghilterra nell'Hertfordshire, esperienza che le cronache riportano deludente. Perciò decise di trasferirsi a Roma nel 1913.
A Roma imparò la fotografia, pensando che "fosse meglio essere una fotografa di prim'ordine che una [pittrice] di seconda qualità". Pittorialista, con una macchina di piccole dimensioni, creò un proprio metodo fotografico che ricordava gli schizzi dei disegni. In questo modo ebbe notevole successo e la sua carriera decollò.
Fotografò la famiglia reale italiana, le mogli e i figli di ambasciatori stranieri, nonché ricevette numerose commissioni dai reali europei in Belgio, Svezia, Grecia.

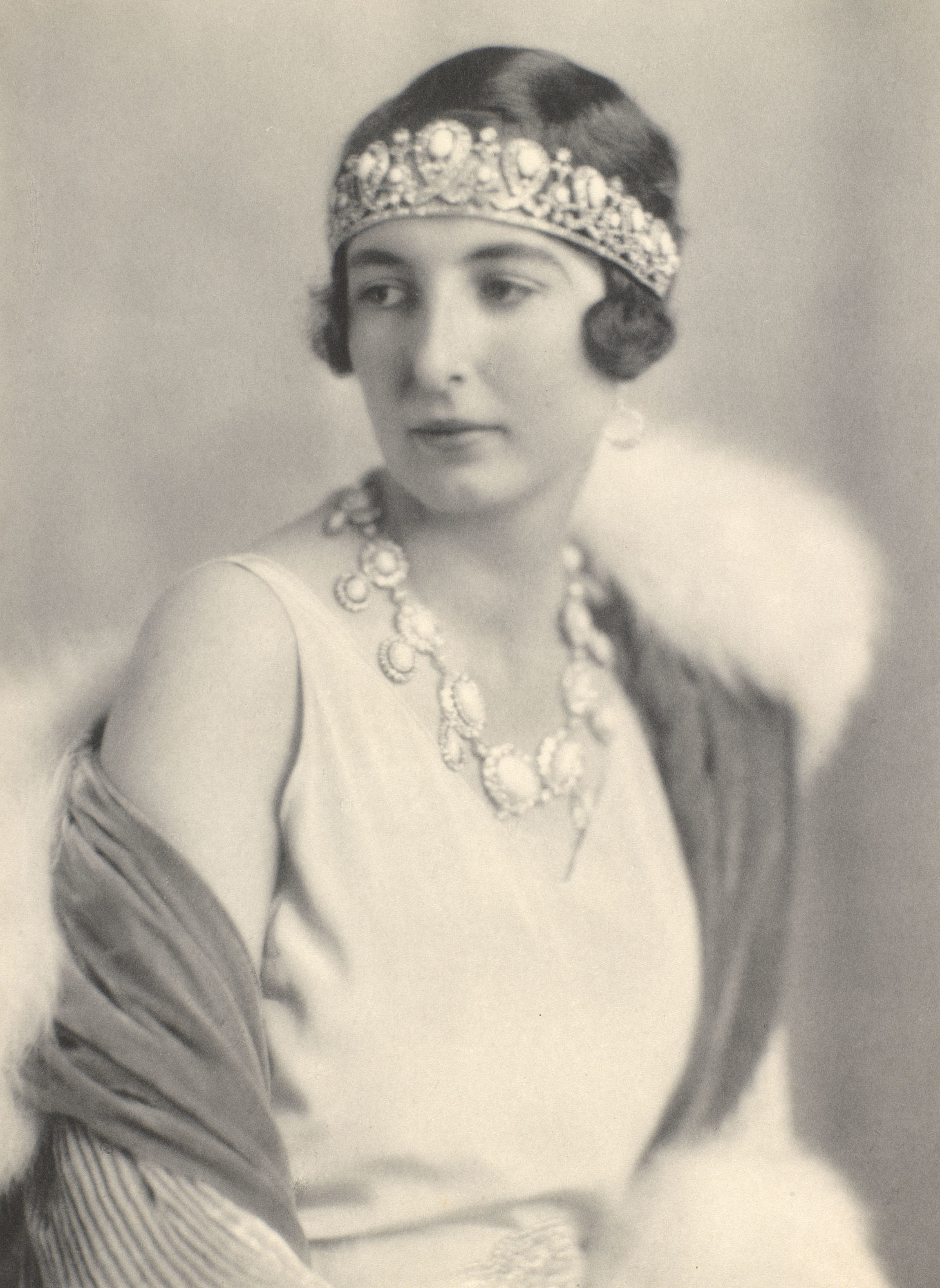
Principessa Francesca d'Orléans di Grecia e Danimarca, 1929-30

Eva Barrett rese il suo atelier un punto di ritrovo per la nobiltà romana (e non solo) dell’epoca e per le famiglie reali europee. Elaborò una versione personale della cosiddetta "ritrattistica a pastello" che si distinse per la particolare raffinatezza nell’esecuzione. In genere, questo effetto, ritoccando la fotografia, otteneva risultati grotteschi in quanto l’uso del colore o della matita, spesso, snaturavano l’immagine originaria rendendola irriconoscibile. Barrett, invece, viceversa applicò pochi leggerissimi tratti di matita riuscendo a realizzare immagini sottotono ma dai neri particolarmente densi, mantenendo così le caratteristiche della fotografia e del ritratto. “I vostri amici possono comprare tutto ciò che voi potete dar loro meno che la vostra fotografia”, questo fu il suo slogan.
Sull'anno di morte non c'è certezza. Secondo altri testi potrebbe essere il 1949. Inoltre, viene riportato una sorta di duello con la fotografa ungherese ebrea Ghitta Carell, giunta a Roma nel 1927 proveniente dalla Toscana, che si prenderà ampia clientela aristocratica, della stessa casa reale, del bel mondo romano con i suoi più importanti personaggi più in vista della storia, della cultura, dell'arte, della musica, dell'industria e della Chiesa che un tempo afferivano alla Barrett. Entrambe, in ogni caso, chi più chi meno ebbero a che fare col fascismo e coi loro massimi rappresentanti.
La storia della Barrett si intreccia con quella di Ottavia Vitagliano (1894-1975) che, dopo la morte del marito Nino nel 1933, decise di prendere in mano l'impero editoriale e di assumere anche la Barrett e la Carell tra i fotografi della rivista Eva, settimanale per la donna italiana, per la quale realizzarono diverse copertine.
Dopodiché di lei si persero le tracce. Non sappiamo se sia rimasta in Italia o se abbia fatto ritorno in Inghilterra. Nonostante sia stata pressoché dimenticata e nessuno si sia occupato di ricostruire la sua vicenda umana ed artistica, le sue opere sono sparse in varie collezioni nel mondo e continuano a circolare in molte aste private e ad essere oggetto, negli anni 2000, di mostre collettive e precedentemente alla grande collettiva della XLVI Esposizione internazionale d'arte di Venezia del 1995.